# Coche de preproducción

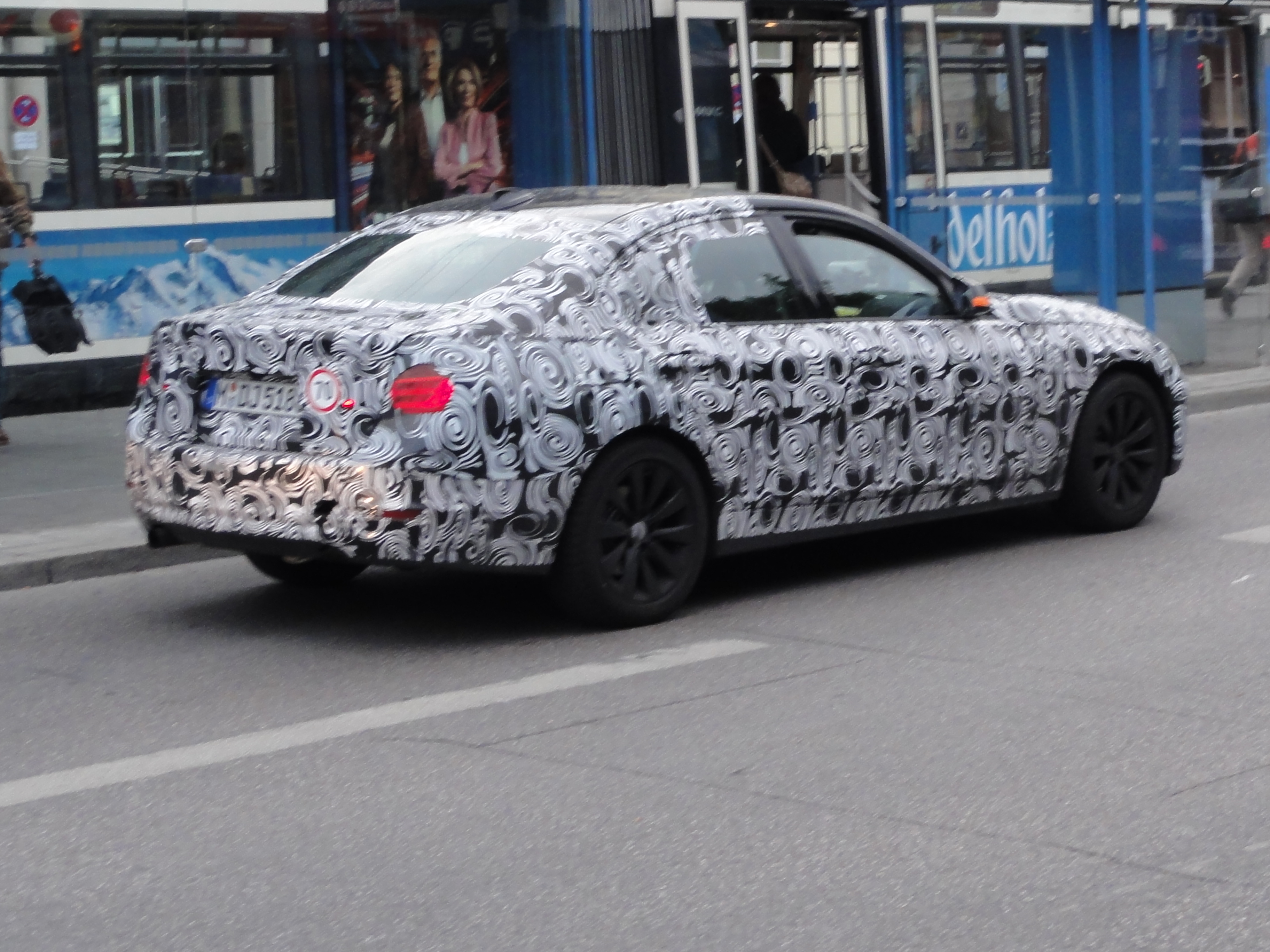
Un vehículo BMW de preproducción con (camuflaje) avistado en Múnich, Alemania.

Los coches de pre-producción son aquellos vehículos que permiten al fabricante identificar problemas antes de lanzar a la venta el nuevo modelo para el público. Un coche de preproducción suele venir después de haber realizado el o los prototipos, o modelos de pruebas los cuales también son precedidos por el automóvil conceptual. Los vehículos de preproducción son sucedidos por un vehículo de producción enviado a producción en masa para su distribución a través de agencias automotrices.

## Aplicación
Los vehículos de preproducción son construidos usualmente en cantidades pequeñas en una línea de producción específica, o bien, en algunos casos simultáneamente en la misma línea de producción real junto con el modelo actual. Comúnmente las partes no estarán incluidas en las herramientas para la producción, y solamente intentarán representar la versión final de la manera más fiel. En algunas ocasiones, los componentes utilizados para hacer los vehículos de preproducción resultan ser una mezcla de aquellos empleados en los modelos de prototipo y en las versiones de producción masiva que están por venir.
"... Un vehículo de preproducción es como la versión de prueba de un software de computadora — sólo es usada para hacer tareas de demostración y evaluación del nuevo modelo...."
Un ejemplo a destacar fue Preston Tucker en el rediseño radical del Tucker Torpedo dirigido al mercado automotor que resultó de la posguerra, quien adquirió una fábrica en Chicago para pre-producir estos vehículos. Los fabricantes de automóviles suelen construir este tipo de vehículos en instalaciones especializadas de menor tamaño que una planta de producción, pueden ser incluso armados a mano usualmente para probar las nuevas configuraciones así como probar el ensamblaje del vehículo de prueba y las técnicas empleadas. Esto sirve como una oportunidad para los supervisores en la producción en volumen, algunas veces, unos diez meses antes de la prueba de ensamble de los nuevos modelos.
En algunos casos, los vehículos de preproducción son construidos antes de que el departamento administrativo haya tomado decisiones sobre la mercadotecnia del propio coche. A pesar de que los fabricantes Nash y Hudson desaparecieron en favor de una fusión en 1958 a la unificada línea Rambler bajo el nombre AMC, los vehículos en la etapa de preproducción cars, incluidos los extintos Nash o Hudson fueron licenciados bajo sus respectivos logos y emblemas en lugar de aquellos de Ambassador a los lados de las salpicaderas frontales. Chevrolet mandó a hacer 43 coches de preproducción, Corvettes de tercera generación, sin embargo ninguno fue lanzado a la venta dado que el fabricante decidió saltarse el modelo entonces de 1983 e introducir directamente el modelo de 1984 mediante la extensión en la línea de producción.
Los fabricantes de automóviles suelen usar los modelos de preproducción para dar avances a la prensa en cuanto a la nueva experiencia y utilizarla como herramienta de publicidad de los modelos que están por venir que se muestran en agencias automotrices para su presentación en público. Estos mismos modelos también llegan a formar parte de ferias y exhibiciones en la industria. También pueden ser empleados para la realización de pruebas de choque. Los desperdicios son desechados la mayoría de las veces ya que no cumplen con estándares de emisiones dispuestos en la regulación de automóviles del país en cuestión.
Un ejemplo de esto fue la motocicleta Dodge Tomahawk, la cual "fue planeada para reproducir cientos de ella" sin embargo solamente unas pocas unidades fueron puestas a la venta, además de que ninguna cumplía con los requerimientos legales para poder entrar en la clasificación de motocicleta según el gobierno de Estados Unidos, por lo que no era viable tampoco manejarla por las calles.
Prototipos de preproducción también son empleados para las fases de prueba y evaluación previa a los nuevos diseños proxímos que serán lanzados. Estos coches de prueba son construidos tempranamente sobre los modelos actuales del año para hacer pequeños cambios y rediseño que será incorporado en el modelo del año próximo. Tal es el caso de American Motors (AMC), cuyos cambios de rediseño incluían reemplazo de parrillas, luces traseras, detalles de línea o rediseño de interiores, todo esto era primeramente fabricado en arcilla para modelar, madera, fibra de vidrio o yeso. Estos cambios experimentales fueron probados en anticipación a la demanda del mercado y cambios en la regulación. Se exploró la repuesta de los clientes y pruebas de manejo para incluir mejores soluciones como hacer del cenicero o el encendedor, objetos de interacción más amigable.
Los fabricantes automotrices introducen tecnología a prueba para realizar tests de resistencia al igual que desafíos en el mundo del deporte del motor para verificar la resistencia de los vehículos bajo condiciones extremas antes de incorporarlos a la cadena de producción. Por ejemplo, el vehículo Rambler Rebel que presentaba una inyección electrónica de combustible, participó en Speed Weeks de NASCAR Daytona en 1957, llevado a cabo en el Daytona Beach Road Course, fue un coche de preproducción." Sin embargo, el proveedor de AMC, Bendix, no fue capaz de solucionar los problemas de manejo que se derivaban del sistema inyector electrónico. A pesar de que el sistema de Inyección de Combustible Electrónica fue anunciado como parte de las características del vehículo en las agencias automotrices e incluso venía descrito en el manual de usuario, ningún modelo 1957 de Rambler Rebel con estas características fue vendido a consumidores minoristas.
Los fabricantes automotrices también diseñan prototipos de producción para llevar a cabo experimentos y desarrollar nuevos estándares y regulaciones. Grandes mejoras en la seguridad también son consideradas dentro de la fase inicial de desarrollo de vehículos sin embargo algunas no logran sostenerse en la fase de producción incluso cuando se han hecho propuestas más estrictas en términos de regulación. El AMC Pacer fue diseñado con extremos recortados pero incorporando ideas para absorber mejor el impacto con el fin de obtener mejores resultados en las pruebass de choque a altas velocidades que los que las regulaciones de Estados Unidos estipulaban entonces para el modelo en 1975.